# Américo Spósito
Américo Spósito (29 de marzo de 1924 - 20 de abril de 2005) fue un pintor y artista plástico uruguayo.

## Biografía
Américo Spósito comenzó sus estudios en la escuela italiana de Enzo Kabregu. Estudió en el Círculo de Bellas Artes de Montevideo y luego pasó por el Taller Torres García en 1942.
En la década del 60 fue cofundador del "Grupo 8" del Uruguay que estaba integrado por Óscar García Reino, Carlos Páez Vilaró, Miguel Ángel Pareja, Raúl Pavlotzky, Lincoln Presno, Alfredo Testoni y Julio Verdié donde expusieron en varias oportunidades afiliándose a la corriente abstracta en la década del 60.
En 1955 representa a Uruguay en la Bienal de São Paulo y en 1961 gana el Premio Blanes otorgado por el Banco República.
En 2004 fue entrevistado por Andrés Echevarría para el suplemento “El País Cultural” del diario El País a quien le preguntó al recibirlo -"¿Sabe lo que es el arte?” -y se respondió a sí mismo -"El arte es perturbar".

## Premios
- 1942. Salón Nacional
- 1943. Salón Nacional
- 1961. Premio Blanes
- 1964. Premio Instituto General Electric